# První celostátní sjezd katolíků československých

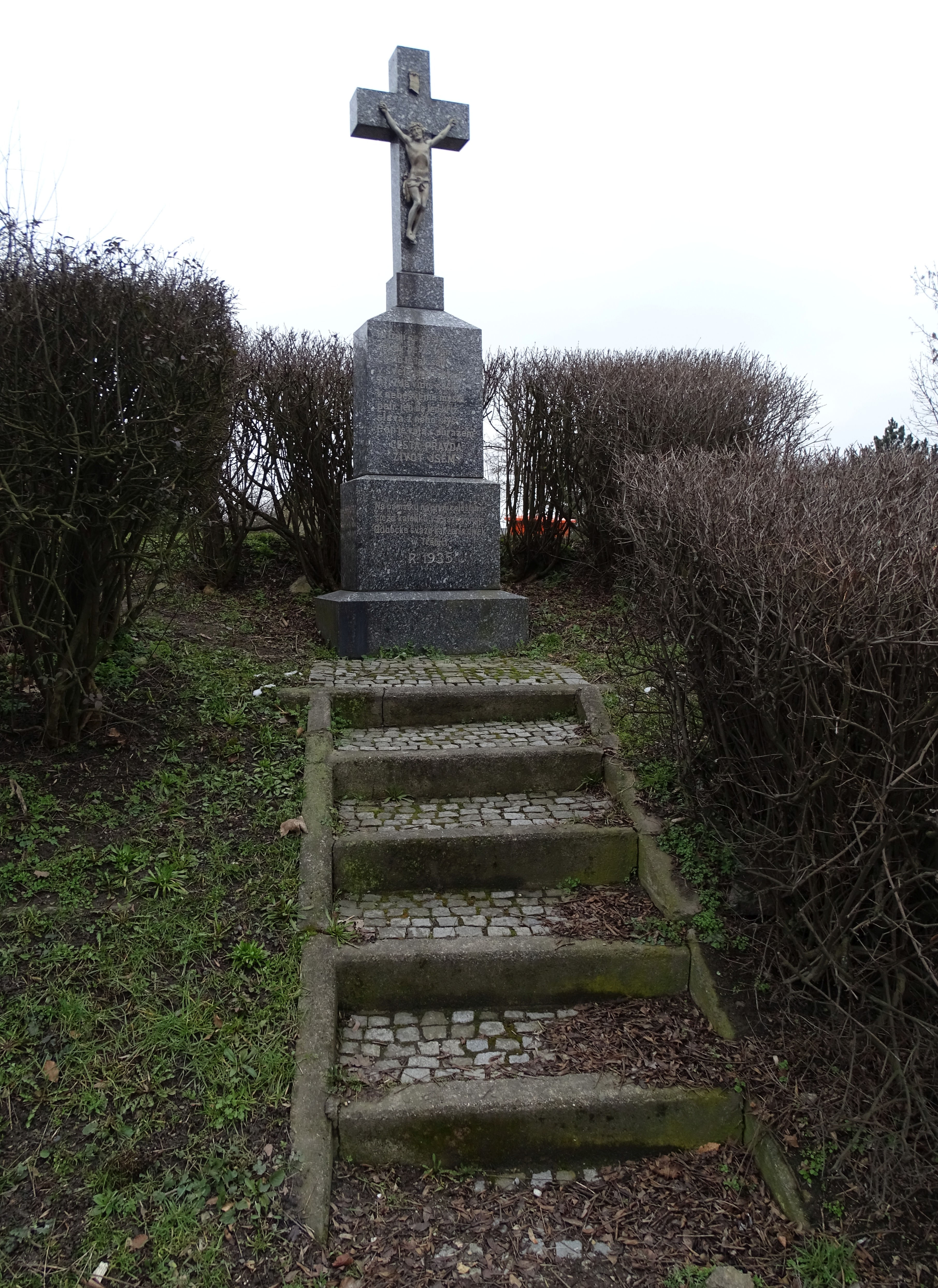
Kříž na památku prvního celostátního sjezdu katolíků v Praze, věnovaný odbočkou svazu katolických žen a dívek v Třebíči

První celostátní sjezd katolíků československých se konal ve dnech 27.–30. června 1935 v Praze pod záštitou papežského legáta. Zúčastnilo se jej podle dobových odhadů 300 až 500 tisíc lidí. V kontrastu k nástupu nacismu v Německu (1933) sjezd kladl klíčový důraz na národnostní pluralitu Československa, na jednotu a svornost československých katolíků bez ohledu na původ, jazyk a zvyky, jmenovitě zejména československých Čechů, Slováků, Němců, Maďarů, Rusínů a Poláků (Čechů i Němců, Slováků i Maďarů, Moravanů i Rusínů), ke společnému uhájení víry a zachování dobrých mravů, a to v respektu k československé státnosti. Zatímco v roce 1933 Vatikán projevoval vůči nacismu a fašismu jistou vstřícnost a vůči Československu zdrženlivost, poté, co katolicismus začal být v Německu nacistickým režimem pronásledován, Vatikán v roce 1935 obnovil přátelské vztahy s Československem, přičemž vrcholem tohoto obratu byl právě sjezd československých katolíků, následně jmenování nového papežského nuncia a jmenování pražského arcibiskupa Karla Kašpara kardinálem.

## Tradice celostátních setkání katolíků
Od roku 1848 byla pořádána katolická setkání v Německu, v 60. letech 19. století se přenesla i do habsburské monarchie. Roku 1860 se konal v Praze Všenárodní sjezd katolíků, svolaný katolickými spolky z Německa a Rakouska. První celostátní sjezd katolíků rakouského mocnářství se konal ve Vídni roku 1877. Jednání kongresu se týkala katolického tisku, výchovy, umění, sociálních poměrů, katolicko-politické spolkové činnosti a života správného katolíka obecně. Shromáždění na obranu katolické a křesťanské tradice se vymezovala zejména proti šířícímu se „liberalismu a bezvěrství“ a sociálně-mravní problematiku ve vztahu k průmyslové revoluci („náprava nedostatků vznikajících převratem výroby ve středních vrstvách“). Českoslovanští katolíci v období 1894–1911 uspořádali celkem 6 všeobecných sjezdů, a to roku 1894 v Brně, 1898 v Praze, 1903 v Brně, 1908 v Praze, 1909 v Hradci Králové a 1911 v Olomouci, přičemž tento poslední sjezd oproti předchozím zdůrazňoval pozitivní vztah katolíků k českému národu a české národní myšlence. Ačkoliv sjezd v roce 1935 byl obecně označován za první v rámci Československa, František X. Halas ve svém spisku „Pražský sjezd československých katolíků v roce 1920 a jeho francouzská podpora“ referuje už o sjezdu, který se konal za podpory francouzských katolíků v srpnu roku 1920 v Praze.

## Příprava
Záměr uspořádat v Praze celonárodní katolický sjezd byl oznámen již roku 1933. Předsedou přípravného výboru se stal olomoucký arcibiskup Leopold Prečan, předsedou výkonného výboru Vatikán určil papežského komořího Jiřího Rückla. Jiří Rückl v přípravných grémiích prosazoval, aby sjezd vyzněl především jako obhajoba státní politiky a demokratizace spíše než jako ryze církevní akce, a předseda lidovců Jan Šrámek se jako zástupce vlády snažil, aby se prostřednictvím sjezdu demonstrovalo těsné sepětí českých katolíků s národem. Kvůli národnostním rozporům, které se vyskytovaly v přípravných sborech sjezdu, bylo nakonec stanoveno, že každá národnostní skupina, tedy Češi, Slováci, Němci, Rusíni, Poláci i Maďaři, si zpracuje vlastní program, avšak ve společném duchu jednoty světové katolické církve, přičemž několik vrcholných náboženských projevů bude pro všechny národnosti společných.
Finančně sjezd podpořili zejména olomoucký a pražský arcibiskup, svolavateli sjezdu se stali všichni ordináři v Československu. Do pořádání se výrazně zapojil ministr zahraničí Edvard Beneš, a podporu mu vyjádřila i vláda pod vedením Jana Malypetra, která se však přímo neúčastnila, protože sjezd považovala za vnitrocírkevní záležitost. V říjnu 1934 schválila konference československých biskupů dosavadní přípravy k budoucímu sjezdu a následně biskupové vydali provolání vyzývající všechny československé katolicky věřící muže, ženy a především mládež k účasti na prvním československém celostátním eucharistickém kongresu v Praze, resp. I. celostátním sjezdu katolíků ČSR. Předseda sjezdu arcibiskup Leopold Prečan při osobním setkání s papežem Piem XI. vyjádřil úmysl uskutečnit sjezd a poprosil o jeho požehnání. Papežovým jménem mu příznivě odpověděl kardinál státní sekretář Eugenio Pacelli (který se sám stal papežem Piem XII. v březnu 1939).
Jako zástupce papeže Pia XI. a jako předsedající sjezdu na něj byl vyslán kardinál legát Jean Verdier, arcibiskup pařížský. Jeho suitu tvořili hodnostáři římští, francouzští i českoslovenští. Papežův pověřovací dopis z 20. června přečetl 27. června na zahajovací slavnosti v katedrále svatého Víta pražský arcibiskup Karel Kašpar, který byl o půl roku později jmenován kardinálem. Papež v listu zdůraznil, že se poprvé od vzniku československého státu sešli „jeho katoličtí obyvatelé bez rozdílu původu a řeči, aby se společně poradili a dohodlo o ochraně katolických zájmů“ a zmiňuje „láskyplnou svornost všech vyznavačů téže víry – občanů téhož státu“. Překlenovací myšlenkou pro sbratření „tolika různých duchů“ měla být hlavní myšlenka sjezdu: Božské vykoupení lidského pokolení. Kardinál Verdier byl k tomuto úkolu podle papežského listu vybrán „pro svou mimořádnou rozvahu a zdatnost a pro vřelou lásku, která ho poutá k národu československému“. Papež dále v listu opěvuje množství památek minulosti, svědčících o katolické víře a zbožnosti předků, a české světce Václava, Vojtěcha a Jana Nepomuckého i „nádherné a prostorné náměstí sv. Václava uprostřed města“, a uložil svému legátovi, aby po slavnostní svaté oběti udělil přítomným věřícím papežovým jménem požehnání, která jim umožní dokonalé odpustky. Přímo v dopise udělil papež apoštolské požehnání kardinálu Verdierovi, československým biskupům, státním úřadům a všem účastníkům slavnosti.
Dalšími významnými zahraničními hosty byli polský kardinál August Hlond a vídeňský kardinál Theodor Innitzer, rodák z českých Vejprt.
Účastníci sjezdu podávali předem písemné přihlášky s osobními údaji a platili účastnický poplatek 15 korun za sjezdovou legitimaci, odznak a katalog, popřípadě předem platili i za ubytování, pokud ho požadovali. Účastníci kongresu, kteří nebyli účastníky sjezdu, si mohli sjezdovou legitimaci koupit na sjezdovém sekretariátu nebo u farních úřadů za 10 korun. Čtyřstránková legitimace měla na čtvrté straně písmeno označující účastníkovu národnost (Č = Češi, Čechoslováci, D = Němci, M = Maďaři, P = Poláci, E = hosté ze zahraničí, H = čestní hosté). Sjezdové legitimace byly dvojího druhu, zelené a bílé, na zelenou byla 60% sleva ve zvláštních vlacích, na bílé 50% sleva v obecné veřejné dopravě, v autobusech byla poskytována sleva 25 %. Na legitimace byla poskytovaná sleva též například u Pražské paroplavební společnosti, v zoologické zahradě a do řady objektů v Praze, do některých byl na základě legitimace umožňováni bezplatný vstup. Ke sjezdu byl vydán též sjezdový odznak, na který účastníci sjezdu měli nárok na základě předložení legitimace, ale jeho zakoupení za 2 koruny bylo doporučováno všem katolíkům ve státě jako projev solidarity se sjezdem, i když se sjezdu neúčastní. Sjezdový katalog, obsahující i stručného průvodce městem, stál samostatně 3 koruny. Dopravní slevy platily už zhruba týden před akcí a týden po akci, takže si účastníci mohli pobyt v Praze prodloužit.
Hromadně zajišťované ubytování na slamnících v ubytovnách jako školy, výstavní pavilony, tovární objekty, klášterní budovy, pivovary a spolkové sály stálo 6 korun za celou dobu sjezdu, ubytovny byly rozděleny na mužské a ženské a mládeži mladší 14 let nebylo využití těchto ubytoven povoleno. Přestože požadavků na tento typ ubytování byly statisíce, podařilo se všechny žadatele ubytovat. Vyšší úrovní bylo ubytování ve studentských a jiných internátech, pensionech, klášterních budovách a v rodinách pražských katolíků, na zařízených a vybavených lůžkách, přičemž cena se pohybovala od 5 do 10 korun za osobu a noc. Nejdražší a nejpohodlnější bylo ubytování na hotelích. Veřejná vystoupení a veřejné akce probíhaly zvlášť pro muže a zvlášť pro ženy.

## Průběh
Ve čtvrtek 27. června dopoledne zavezl zvláštní prezidentský vlak papežského legáta z dejvického nádraží do Lán, kde byl uvítán vyslancem Janem Masarykem, lánským vikářem J. Svátkem a uveden k prezidentu T. G. Masarykovi. Večer od půl šesté do šesté hodiny na zahájení sjezdu bily zvony všech katolických kostelů v Československu a 18. hodinou začal proslov papežského legáta Verdiera ve svatovítské katedrále a byla v 6 československých jazycích čtena pověřovací papežská bula s požehnáním. Ministr zahraničí Edvard Beneš se večer zahraničním novinářům pochlubil, že ač jsme bývali klasickou zemí náboženských bojů, máme ve státě několik náboženských vyznání a dospěli jsme k vysokému stupni, ba téměř k úplné náboženské snášenlivosti a k respektování náboženství vůbec. Ve čtvrtek přišel výboru sjezdu také dopis od vrchního rabinátu židovské obce v Praze se srdečným přáním nejlepšího zdaru, neboť všichni lidé mají stejného otce – Boha.
První den sjezdu, pátek 28. června, byl věnován poradám a schůzím jednotlivých stavů i národů za účasti kardinála legáta či členů jeho suity. Povolání byla rozdělena na sedm skupin: 1. kněze a bohoslovce, 2. zemědělce, 3. dělnictvo, 4. veřejné zaměstnance a zřízence, 5. stav obchodní, průmyslový a živnostenský, 6. svobodná povolání, 7. učitelstvo. Kněžské jednání se konalo v seminárním areálu v Dejvicích, zemědělská skupina ve velkém sále Národního domu na Smíchově, dělnický stav jednal v témž domě v malém sále, veřejní zaměstnanci ve Sladkovského síni Obecního domu, obchodníci, průmyslníci a živnostníci v Grégrově síni Obecního domu, svobodná povolání v přednáškovém sále kláštera v Emauzích a učitelstvo v sále Merkuru v Pařížské ulici. Na zasedání českých, slovenských a podkarpatských studentů v posluchárně filosofické fakulty promluvili Andrej Hlinka a Jan Šrámek. Plenární schůze Rusínů proběhla v sále Měšťanské besedy ve Vodičkově ulici, Maďarů v sále Institutu Ernest Denis v ulici Štěpánské, slovenští katoličtí muži sněmovali v devět hodin na Slovanském ostrově ve velkém sále, zatímco jinoši v sále malém. Slovenské katolické ženy a dívky provedly v ten samý čas pouť ke hrobu svatého Vojtěcha a svatého Jana Nepomuckého. V deset hodin proběhly německé porady povolání. Odpoledne se konaly porady vůdců německé katolické sekce, maďarské projednávání katolických hnutí a organizací a schůze Slováků a Čechů. Slováci se sešli v sálech na Slovanském ostrově, zatímco Češi na hřišti S. K. Slavie na Letné. V osm hodin večer se konala plenární schůze německých účastníků v novém Německém divadle, současně též pobožnosti ve všech pražských kostelích.
V sobotu 29. června byl program zahájen v 7 hodin v pražských kostelích. V chrámu Panny Marie před Týnem se účastnili katoličtí jinochové, zatímco katolické ženy a dívky se účastnily svatého přijímání v kostelích u svatého Ignáce v Ječné ulici a svatého Františka v ulici Na Františku. V devět hodin ve velkém sále na Slovanském ostrově začalo sněmování slovenských žen a dívek, zatímco slovenští katoličtí muži a jinoši podnikli pouť ke hrobům mučedníků, kterou slovenské ženy a dívky absolvovaly předchozí den. O půl desáté proběhly manifestační schůze českých katolických mužů, žen, jinochů a dívek. Muži se shromáždili v Obecním domě, ženy ve velkém sále Lucerny, jinoši v kostelích svatého Jakuba a Panny Marie před Týnem na Starém Městě a dívky v kostele Emauzského kláštera a v kostele u svaté Ludmily na Vinohradech. Schůze byly zahájeny svatováclavským chorálem, pokračovaly projevy a diskusí a zakončeny byly papežskou a státní hymnou. V deset hodin začala shromáždění katolických mužů, žen, jinochů a dívek v německé sekci sjezdu, současně zasedali Maďaři k pokračování porady o katolických hnutích a organizacích v sále Institutu Ernest Denis a Poláci ke své první plenární schůzi zahájené papežským legátem ve velkém sále městské knihovny. Ve třináct hodin začalo druhé slovenské plenární setkání v sálech Slovanského ostrova, v 15 hodin začala ve Valdštejnské zahradě slavnost německé sekce na téma Církev a lidové obyčeje, a zároveň na letenském hřišti Slavia začala další schůze české sekce. V 15:30 se sešla rusínská mládež v Měšťanské besedě.

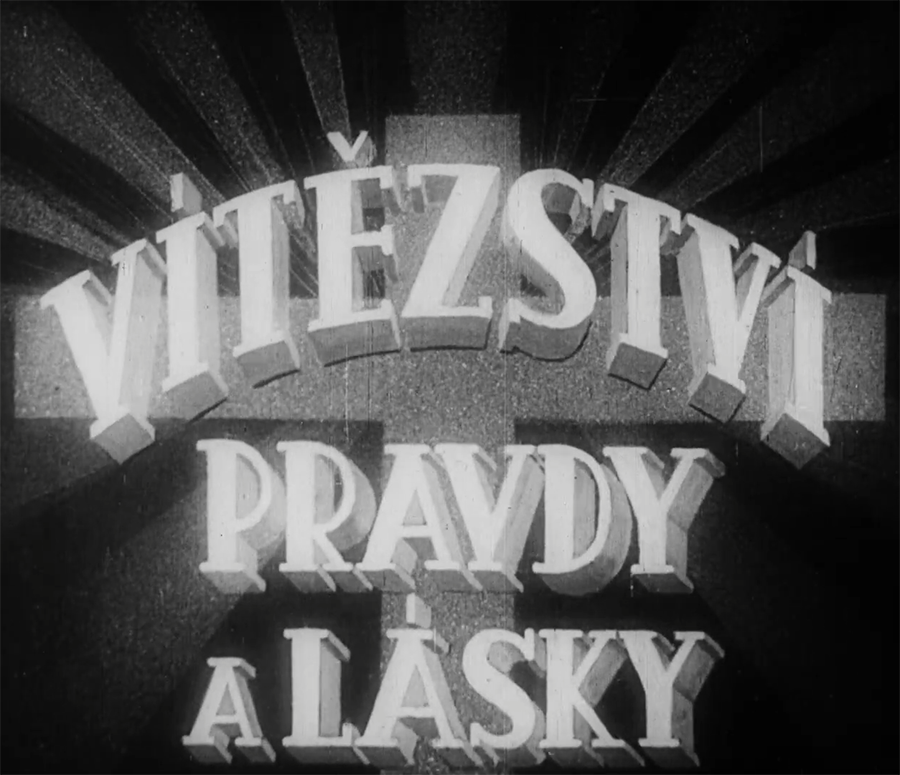
O příležitosti sjezdu pojednává dokumentární film z roku 1935 pojmenován Vítězství pravdy a lásky

Sjezd vyvrcholil v sobotu večer od 20 hodin eucharistickou slavností u zvlášť postaveného červeno-zlatého obrovitého oltáře před sochou svatého Václava na Václavském náměstí, nad nímž se vypínal 30 metrů vysoký železný kříž osvětlený neonovým světlem. Tělo kříže bylo blankytně modré vroubené červenou barvou, za křížem byla jako doplněk umístěna bílá lomená stěna s nápisem „Christus regnat“. Národní listy tehdy o kříži napsaly, že projekt je prací arch. Chomutovského a inž. arch. Culína a je překvapujícím výtvorem moderní techniky konstruktivní i osvětlovací. Po ukončení sjezdu byl kříž přemístěn na Petřín vedle strahovského kláštera, roku 1950 byl odstraněn a zlikvidován. Nejsvětější svátost sem byla donesena z kostela svatého Havla v průvodu, kterého se účastnilo přes 2000 světských i řádových kleriků a kněží včetně všech československých biskupů. Účastníci sjezdu zde složili slavné vyznání víry a obnovili křestní slib. Počátek slavnosti ve 20 hodin ohlašovaly opět zvony všech pražských kostelů. Papežský legát Verdier přijel ve zlatém voze taženém šestispřežím v doprovodu pražského arcibiskupa Kašpara, olomouckého arcibiskupa Prečana a členů své družiny. Na úpatí schodiště k oltáři, obklopeného čestnými strážemi, měli na malé tribuně vyhrazené místo členové vlády a diplomaté spolu s dalšími čestnými hosty. Projevy měly přesně stanovené pořadí – v češtině, pak slovenštině, ruštině, němčině, polštině a nakonec maďarštině. Na závěr se průvod s monstrancí odebral zpět do kostela svatého Havla.
Zakončením sjezdu byla v neděli 30. června od půl desáté pontifikální mše na strahovském stadionu, kterou celebroval kardinál legát. Oltář byl umístěn čelem proti hlavní tribuně a vyzdvižen mezi čtyřmi štíhlými sloupy, před ním byla mohutná Kristova socha. Účastníci se zde shromažďovali již od 6 hodin ráno, tribuny byly údajně zaplněny do posledního místa a i střed stadionu byl hustě zalidněný, počet účastníků (resp. zbožných sledovatelů) mše byl odhadován na 300 000 lidí. Evangelium bylo čteno v šesti jazycích národů, které obývají československý stát, chorální zpěvy byly doprovázeny hrou na varhany. Vše bylo zesilováno „rozhlasem přesně fungujícím, takže po celém stadionu bylo všemu rozuměti do poslední slabiky“. V závěrečném proslovu kardinál legát nadšeně shrnul průběh sjezdu, ohromné zástupy obnovivší své křestní sliby „ve vašich šesti tak charakteristických řečech“, vzdal čest „drahým synům československým“ a řekl, že celému světu tím dávají nádherný příklad. Ocenil zachovávání víry předků a že i „v té krásné rozdílnosti jazyků, která dává tolik půvabů vaší zemi, chcete pracovati pospolu v plné jednotě svých srdcí a duší ku blahu všech svých spoluobčanů a ve prospěch krásného, velkého Československa“. Legát ocenil prezidenta republiky, členy vlády, zástupce cizích národů i všechny úřady civilní i vojenské, jejichž účast dodala slavnostem neobyčejný lesk, poděkoval československému episkopátu a kněžstvu, organizačnímu komitétu a jeho mladému a srdnatému předsedovi.
V závěru projevu papež legát uvedl, že Pán Bůh, svatá Panna Maria a všichni svatí ochránci účastníkům žehnají a žádají je, aby spojili více než kdy jindy své duše a svá srdce k hmotnému a duchovnímu blahu velkého a nesmrtelného Československa. Uvedl, že se nebudeme zde zmiňovat o politickém významu sjezdu jak pro naše poměry vnitřní, tak zahraniční. V ohledu náboženském pak že přispěl k oživení víry a posílení náboženského uvědomění katolíků, přičemž byl dokladem, jak víra nejen slovy vyznávaná, ale i skutky prožívaná mohla by spojiti ve vší svornosti a lásce různé národy, aby v jednotě a míru vedle sebe žily.
Po zakončení sjezdu poslal papežský legát papeži telegram, v němž popsal průběh sjezdu a své dojmy, ocenil ochotu československé vlády a vřelé přijetí a vyznal se ze svého obdivu československému lidu.
Doprovodnými akcemi byly prohlídky pražských památek a muzeí, ale i řada speciálních výstav nebo uměleckých představení. V Clam-Gallasově paláci na Husově třídě zaujala 28 sálů expozice katolické charity, která zde prezentovala péči o batolata, sirotky, hluchoněmé, slepé, starce, tělesně postižené či jinak nemocné nebo důstojné pohřbívání nemajetných lidí. V pavilonu Jednoty výtvarných umělců ve Voršilské ulici se konala výstava gotického umění z let 1350 až 1550, v klášteře křižovníků na Starém Městě expozice náboženských motivů moderních katolických výtvarnic, a v kapli u františkánů na Jungmannově náměstí výstava o životě československého lidu v zahraničí. Divadla zařadila do repertoáru jak klíčová národní díla jako Fidlovačka, Rusalka, Libuše a Prodaná nevěsta, tak díla s náboženskými tématy jako Svatá Ludmila nebo Svatý Václav. Na oratoriu Svatý Václav od J. B. Foerstera se do Smetanovy síně Obecního domu účastnil i papežský legát Verdier.
Papežský legát po skončení sjezdu ještě navštívil Olomouc, Kroměříž, Hostýn, Velehrad, Nitru a Bratislavu.

## Dozvuky a souvislosti sjezdu
Ačkoliv sjezd byl deklarován jako nadnárodnostní a apolitický, měl řadu politických souvislostí. Ministr Edvard Beneš si vstřícným postojem získal přízeň Vatikánu a i díky tomu ho Slovenská lidová strana podpořila ve volbě prezidenta. Slovenská národní strana se také nejvíce stavěla proti nadnárodnímu charakteru sjezdu a snažila se prosazovat oddělený a autonomní slovenský program. Československo si masovou mnohonárodnostní akcí a sblížením s Vatikánem posílilo image pokojné a přívětivé země jako protiváhu nepřátelské propagandě zejména ze strany nacistického Německa. Nicméně oddělené programy jednotlivých národních sekcí jsou považovány za ústupek od původní myšlenky sblížení národů. Některé noviny si všímaly německých reprezentantů, kteří papežského legáta zdravili pozdravem „Heil!“, nebo toho, že se údajně záměrně klikatily německé řady účastníků za účelem vytvoření hákového kříže, jehož motivy kdosi nacházel i na jejich korouhvích a praporech. Vztahy mezi Čechy a československými Němci po sjezdu ochladly, protože němečtí katolíci vnímali sjezd také v rovině posilování svého národního uvědomění, což konstatovala v Olomouci biskupská konference při svém jednání ohledně zhodnocení sjezdu. Organizátoři byli kritizováni, že se jim nepodařilo dosáhnout dostatečné náboženské úrovně kongresu.
Když byl o půl roku později pražský arcibiskup Karel Kašpar za své zásluhy na sjezdu jmenován kardinálem, olomoucký arcibiskup Leopold Prečan, hlavní iniciátor a sponzor sjezdu, se tím prý cítil dotčen a prý od této doby bylo mezi oběma arcibiskupy napětí. Díky zlepšení vztahů s Vatikánem však bylo urychleno jednání o modu vivendi a byla církevně uznána bohoslovecká fakulta v Bratislavě.
Právo lidu napsalo, že „mezi účastníky převažovali chudí lidé, kteří chtěli manifestovat za krutou naléhavost otázky chleba a práce“. Pondělí národních listů a národa uvedlo, že „tito lidé byli v ohromné většině chudičcí“ a že si v čase poledne vždy „ze svých baťohů vybírali vajíčka na tvrdo uvařená a kusy chleba“. Svaz hoteliérů a velkorestauratérů zjistil průzkumem u všech svých členů, že v době probíhajícího sjezdu nedošlo k nárůstu tržeb a mnohé hotely vykazovaly až čtyřicet procent volných pokojů. Některé restaurace zaznamenaly dokonce citelný pokles tržeb, lepší tržby zaznamenaly pouze levné jídelny na hlavních třídách. Jedinými podniky, kterým se výrazně zvýšily tržby, byla divadla. Během sjezdu bylo nahlášeno na 40 krádeží, ukradeno bylo podle evidence na třicet peněženek, deset náprsních tašek a osmery kapesní hodinky, z nich jedny zlaté v ceně 4000 korun. Šestnáct kapsářů bylo chyceno přímo při činu.
Týdeník Nezávislá politika sjezd shrnul takto: „Klerikální sjezd obíral se formálně otázkami náboženskými, ve skutečnosti však jeho hlavním úsilím bylo posíliti klerikální bojovnost na předstírané lince demokratické spolupráce. Použit byl k tomu starý osvědčený prostředek: pompa, účast vysokých církevních hodnostářů a zástupy svedeného a neuvědomělého lidu… O skutečný život těchto lidí se nikdo nestaral, a proto se také jasně ukázala na mnoha místech jeho sociální bída a kulturní ubohost. Ale to pořadatelům nevadilo: rozhodovala masa, počet a stará zkušenost, že tato masa bude ještě dlouho na všechnu tu nádheru vzpomínat a tak zapomene na obtíže denního života a bude dál věrna svým vůdcům. Jak patrno, klerikální manifestace byla manifestací pro udržení dosavadního stavu a to nejen v otázce náboženské, ale i politické, hospodářské a sociální.“